# Барра-ду-Куараи
Барра-ду-Куараи (порт. Barra do Quaraí) — муниципалитет в Бразилии, входит в штат Риу-Гранди-ду-Сул. Составная часть мезорегиона Юго-запад штата Риу-Гранди-ду-Сул. Расположен в месте слияния рек Уругвай и Куараи, в том месте где сходятся границы трёх государств — Бразилии, Уругвая и Аргентины. Входит в экономико-статистический микрорегион Кампанья-Осидентал. Население составляет 3771 человек на 2007 год. Занимает площадь 1056,146 км². Плотность населения — 4,1 чел./км².

## История
Город основан в 1997 году.

## Статистика
- Валовой внутренний продукт на 2003 составляет 109.630.849,00 реалов (данные: Бразильский институт географии и статистики).
- Валовой внутренний продукт на душу населения на 2003 составляет 26.564,30 реалов (данные: Бразильский институт географии и статистики).
- Индекс развития человеческого потенциала на 2000 составляет 0,777 (данные: Программа развития ООН).

## География
Климат местности: субтропический. В соответствии с классификацией Кёппена, климат относится к категории Cfa.